# Łankowice
Łankowice – wieś w Polsce położona w województwie kujawsko-pomorskim, w powiecie nakielskim, w gminie Kcynia.

## Podział administracyjny
Do 1954 roku miejscowość była siedzibą gminy Łankowice. W latach 1954–1959 wieś należała i była siedzibą władz gromady Łankowice, po jej zniesieniu w gromadzie Kcynia. W latach 1975–1998 miejscowość administracyjnie należała do województwa bydgoskiego.

## Demografia
Według Narodowego Spisu Powszechnego (III 2011 r.) liczyła 252 mieszkańców. Jest czternastą co do wielkości miejscowością gminy Kcynia.